# Acción directa contra las drogas
La Acción Directa Contra las Drogas fue un grupo de justicieros de Irlanda del Norte que se atribuyó la responsabilidad del asesinato de varios presuntos traficantes de drogas. La organización era supuestamente un nombre para una organización fachada utilizado por el IRA Provisional para reivindicar la responsabilidad de los asesinatos. Estaba formado exclusivamente por miembros activos del IRA.

## Lista de ataques del DAAD entre 1995 y 2001
- Diciembre de 1995
  - Martin McCrory, un pequeño traficante de drogas fue asesinado en su casa en Turf Lodge, al oeste de Belfast.
  - Chris Johnston (de 38 años) fue asesinado en su casa cerca de Ormeau Road, al sur de Belfast.
  - Francis Collins, exmiembro del IRA, fue asesinado en su tienda de papas fritas en New Lodge, Belfast.
- Enero de 1996
  - Ian Lyons murió el 2 de enero de 1996, un día después de recibir un disparo mientras estaba sentado en un coche aparcado fuera de la casa de un amigo, en Conor Park, Lurgan, Condado de Armagh.
- Septiembre de 1996
  - Séan (John) Devlin, fue asesinado en Friendly Street, Markets, al sur de Belfast.
- Febrero de 1998
  - Brendan Campbell de 30 años, un traficante de drogas convicto, fue asesinado a tiros a la salida de un restaurante en el sur de Belfast.
- Mayo de 1999
  - Brendan Joseph Fegan de 24 años, descrito como uno de los principales traficantes de drogas de Irlanda del Norte, recibió 16 disparos de dos hombres armados en el Hermitage Bar, Newry.
- Junio de 1999
  - Paul Downey de 37 años, un presunto traficante de drogas de Newry, fue asesinado a tiros, presuntamente por DAAD.
- Abril de 2001
  - Christopher O'Kane, que tenía reputación de traficante de drogas, fue asesinado a tiros cuando regresaba a su casa de "Security Heavy" en la urbanización Currynieran, Derry, el 21 de abril de 2001, en lo que se cree que fue el primer asesinato cometido por DAAD en la ciudad de Derry, pero también fue el último asesinato cometido por el grupo de justicieros en Irlanda. O'Kane estaba celebrando su cumpleaños mientras los provos lo acechaban durante unas horas antes de ejecutarlo con una escopeta y un rifle de asalto AR-15 cuando regresó a su casa y tuvo problemas para entrar en su casa fuertemente protegida, por lo que intentó escapar por un callejón donde le dispararon varias veces. [3]